# Nightingale-eilanden
De Nightingale-eilanden zijn een afgelegen kleine eilandengroep in het zuiden van de Atlantische Oceaan. De eilandengroep behoort tot de archipel Tristan da Cunha en bestaat uit drie verschillende eilanden:
- Nightingale (1,8 km²)
- Middle (0,1 km²)
- Stoltenhoff (0,1 km²)

De eilanden zijn een deel van het Brits overzees gebied Sint-Helena. De eilandengroep is onbewoond.
Sint-Helena – Ascension – Tristan da Cunha

Gough (Gough · Isolda Rock · Penguin · Saddle) · Inaccessible (Cave Rock · Inaccessible) · Nightingale-eilanden (Middle · Nightingale · Stoltenhoff) · Tristan da Cunha